# Fèlix i Fortunat d'Aquileia
Fèlix i Fortunat (Vicenza, s. III - Aquileia, ca. 303) foren dos màrtirs durant les persecucions als cristians. Són venerats com a sant a tota la cristiandat. La festa litúrgica se celebra: a Aquileia, el 13 d'agost; a Chioggia, d'on són els patrons de la ciutat i la diòcesi, l'11 de juny, i a Vicenza, el 14 de maig. Germans, eren originaris de Vicenza (a l'actual Vèneto), i foren decapitats a Aquileia probablement el 303 durant la persecució de Dioclecià. No se'n sap res més amb certesa. Al lloc del martiri s'aixecà aviat un lloc de culte, al voltant del qual es formà una necròpolis. Les relíquies, reivindicades també per la diòcesi de Vicenza, foren repartides: mentre que el cos de Fortunat restà a Aquileia (en època dels longobards fou traslladat a Malamocco i en 1080 a Chioggia), el de Fèlix fou sebollit a la catedral de Vicenza. Una tradició diu que els ossos n'eren barrejats, però l'obra de Venanci Fortunat (segle v), del bisbe de Vicenza Rodolf (s. IX) i el reconeixement fet en 1769 a la tomba de Fèlix, demostraren que les restes pertanyen només a una persona que fou decapitada.L'arribada d'unes relíquies a Valença va donar lloc a una duplicació de personalitat hagiogràfica que originà les figures fictícies de Fèlix, Fortunat i Aquil·leu de Valença. Aquest Fortunat no s'ha de confondre amb el protomàrtir d'Aquileia, Sant Fortunat d'Aquileia, diaca del bisbe Hermàgoras.

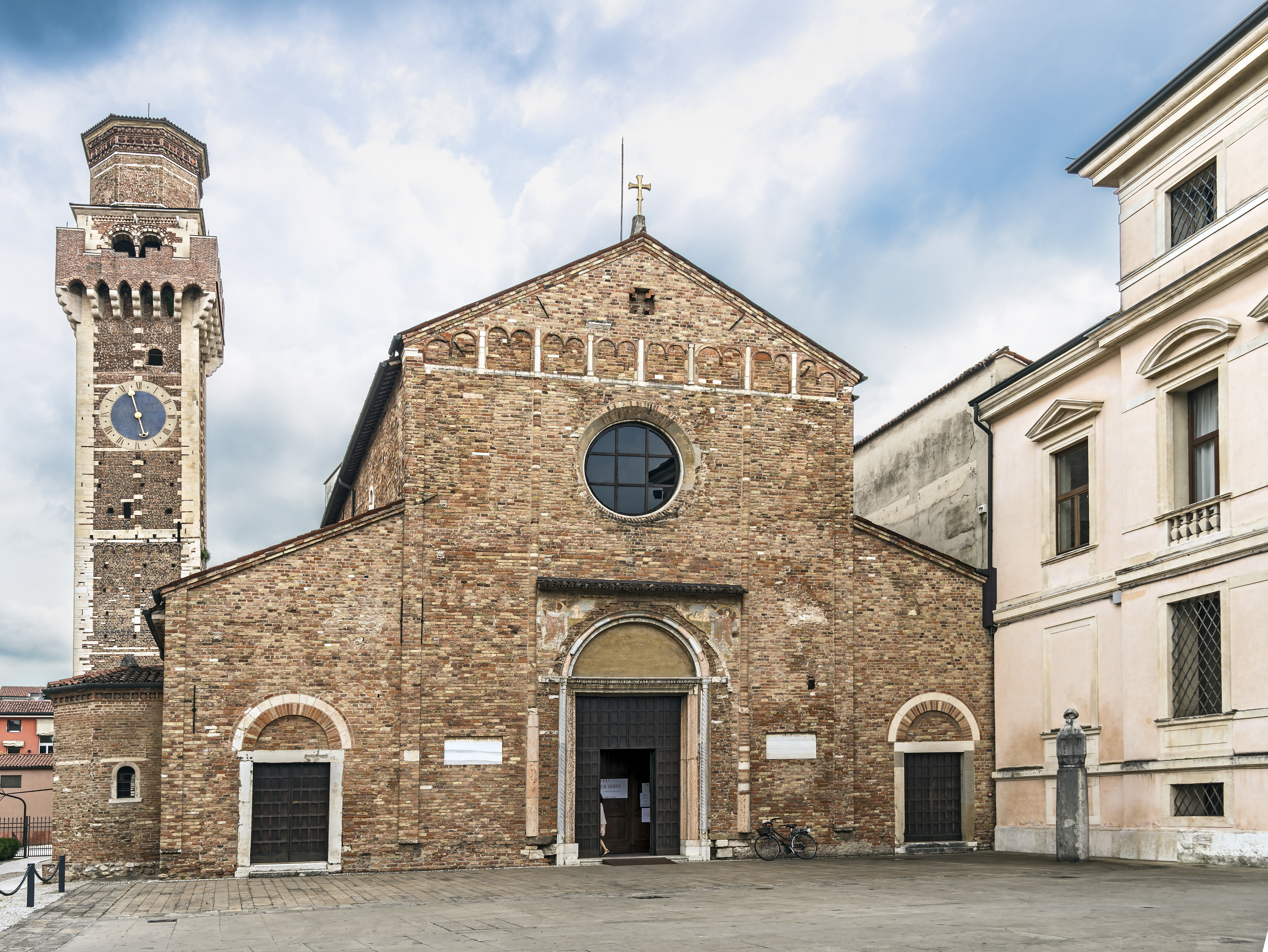
Façana de la basílica de Vicenza
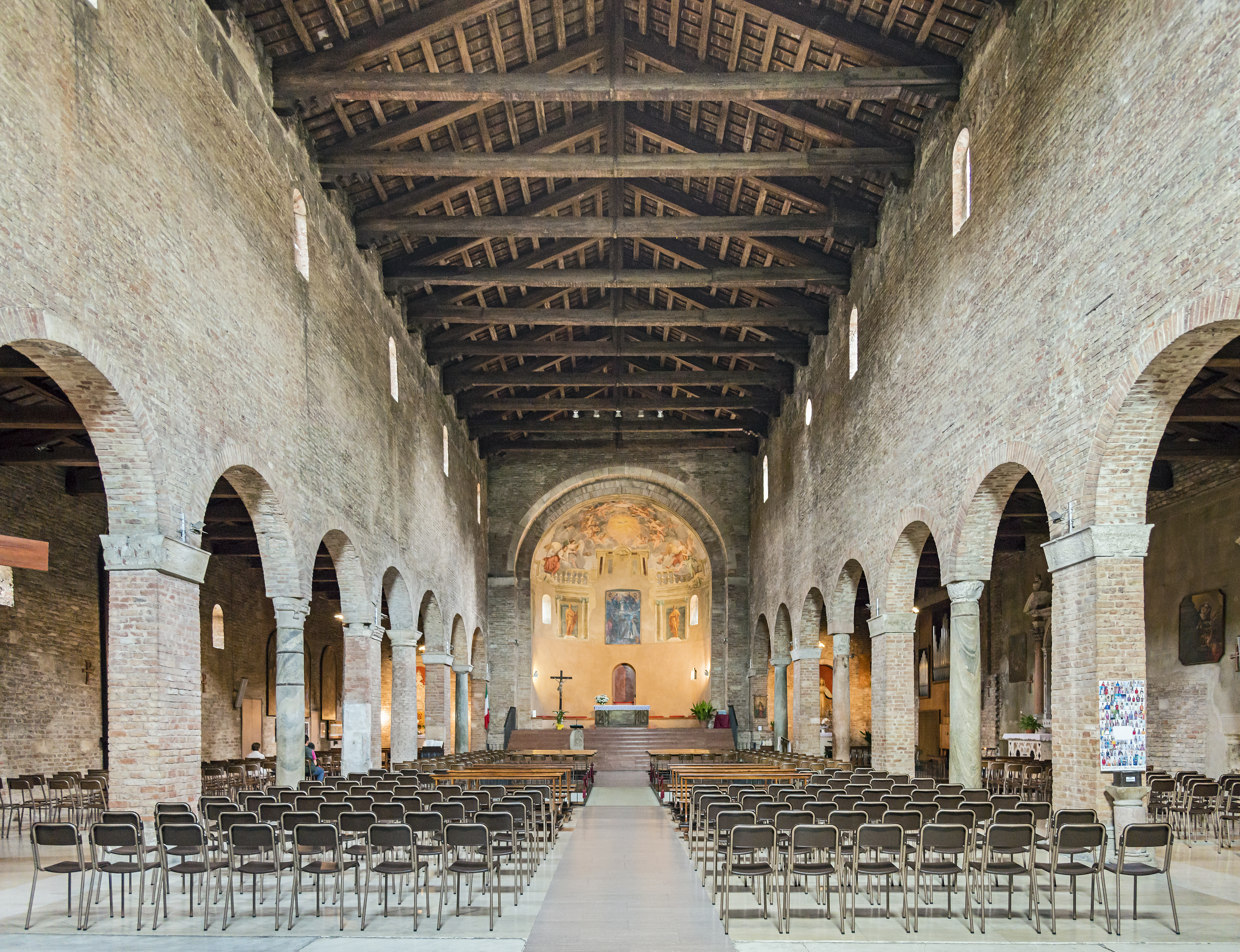
Santi Felice e Fortunato (Vicenza)
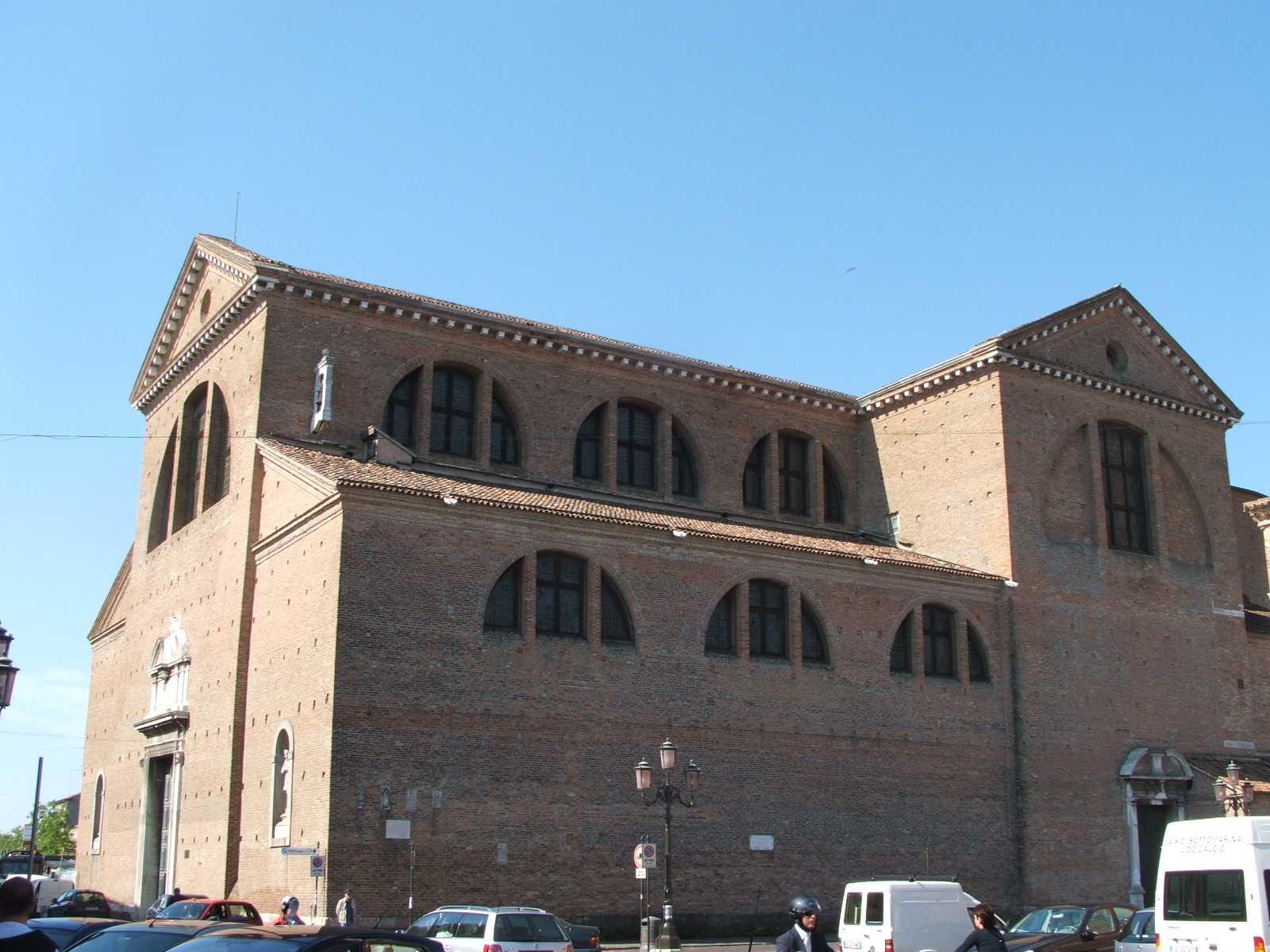
Catedral de Chioggia
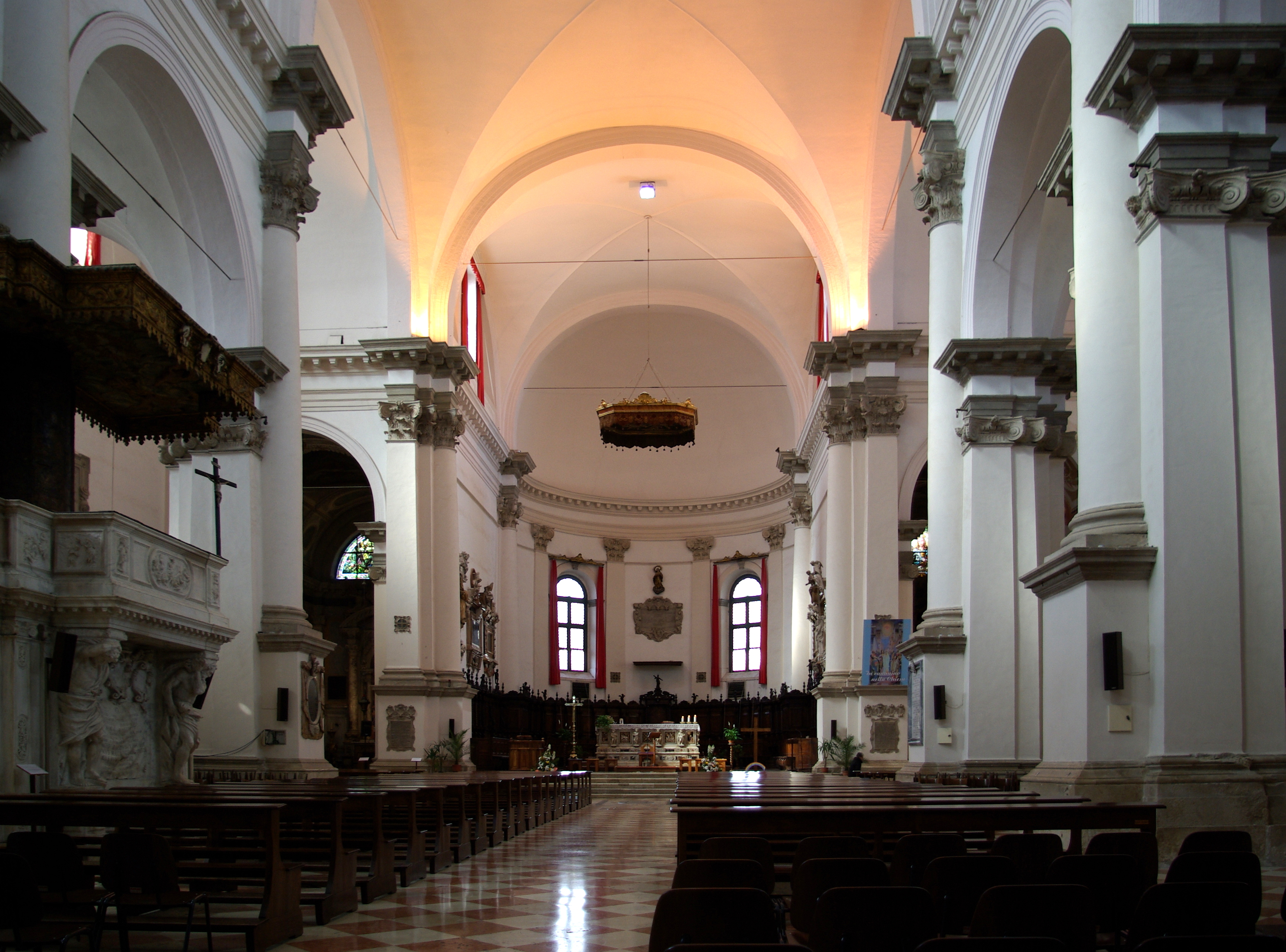
Catedral de Chioggia